# Élections législatives de 1992 au Burkina Faso
Les élections législatives sont organisées au Burkina Faso le 24 mai 1992 pour renouveler l'Assemblée nationale, qui compte 107 députés. Elles se déroulent pour la première fois en application de la Constitution de 1991, il s'agit des premières élections législatives depuis 1978.

## Résultats
| Parti                     | Parti                                                                              | Voix      | %     | Députés | +/- |
| ------------------------- | ---------------------------------------------------------------------------------- | --------- | ----- | ------- | --- |
|                           | Organisation pour la démocratie populaire/Mouvement du travail (ODP MT)            | 590 808   | 48,46 | 78      | Nv  |
|                           | Convention nationale des patriotes progressistes/Parti social-démocrate (CNPP/PSD) | 146 530   | 12,02 | 12      | Nv  |
|                           | Rassemblement démocratique africain (RDA)                                          | 138 168   | 11,33 | 6       | 22  |
|                           | Alliance pour la démocratie et la fédération (ADF)                                 | 105 950   | 8,69  | 4       | Nv  |
|                           | Parti africain de l'indépendance (PAI)                                             | 50 418    | 4,14  | 2       | Nv  |
|                           | Bloc socialiste burkinabé (BSB)                                                    | 28 667    | 2,35  | 0       | Nv  |
|                           | Parti socialiste burkinabè (PSB)                                                   |           |       | 1       | Nv  |
|                           | Mouvement des démocrates progressistes (MDP)                                       |           |       | 1       | Nv  |
|                           | Mouvement pour la démocratie socialiste (MDS)                                      |           |       | 1       | Nv  |
|                           | Rassemblement des indépendants sociaux-démocrates (RISD)                           |           |       | 1       | Nv  |
|                           | Union des sociaux-démocrates (USD)                                                 |           |       | 1       | Nv  |
|                           | Groupe des démocrates patriotes (GDP)                                              | 22 820    | 1,87  | 0       | Nv  |
|                           | Mouvement pour la tolérance et le progrès (MTP)                                    | 22 050    | 1,81  | 0       | Nv  |
|                           | Nouvelle démocratie sociale (NDS)                                                  |           |       | 0       | Nv  |
|                           | Union des Verts pour le développement du Burkina (UVDB)                            |           |       | 0       | Nv  |
|                           |                                                                                    |           |       |         |     |
| Suffrages exprimés        | Suffrages exprimés                                                                 | 1 219 245 | 96,75 |         |     |
| Votes blancs et invalides | Votes blancs et invalides                                                          | 40 962    | 3,25  |         |     |
| Total                     | Total                                                                              | 1 260 107 | 100   | 107     | 50  |
| Abstentions               | Abstentions                                                                        | 2 467 736 | 66,20 |         |     |
| Inscrits / participation  | Inscrits / participation                                                           | 3 727 843 | 33,80 |         |     |